# Кезенешть (Васлуй)
Кезенешть, Кезенешті (рум. Căzănești) — село у повіті Васлуй в Румунії. Адміністративно підпорядковане місту Негрешть.
Село розташоване на відстані 291 км на північ від Бухареста, 30 км на північний захід від Васлуя, 33 км на південь від Ясс.

## Населення
За даними перепису населення 2002 року у селі проживали 458 осіб, з них 456 осіб (99,6%) румунів. Усі жителі села рідною мовою назвали румунську.